# Locarno
Locarno (en llengua llombarda Locarn, pronunciat localment [loˈkaɾn]) és un municipi del cantó de Ticino (Suïssa), cap districte de Locarno i tercera ciutat del cantó. Es tracta d'una localitat molt turística.
Anualment s'hi celebra el festival de cinema del mateix nom.